# Perwomajske (Snischne)
Perwomajske (ukrainisch Первомайське; russisch Первомайское Perwomaiskoje) ist eine Siedlung städtischen Typs im Osten der Ukraine in der Oblast Donezk mit etwa 500 Einwohnern.

## Geographie
Die Siedlung städtischen Typs liegt im Donezbecken, etwa 65 Kilometer östlich vom Oblastzentrum Donezk und 4 Kilometer südöstlich vom Stadtzentrum von Snischne, zu dessen Stadtkreis sie zählt, entfernt.
Der Ort liegt innerhalb Stadt Snischne in der Siedlungsratsgemeinde Perwomajskyj (2 Kilometer südlich gelegen), durch den Ort fließt der Fluss Wilchowtschyk (Вільховчик) in südliche Richtung.

## Geschichte
Perwomajske entstand schon vor dem Ersten Weltkrieg und trug zunächst den Namen Remowske Rudniki (Ремовские Рудники), die Bergbausiedlung erhielt 1957 den Status einer Siedlung städtischen Typs, gleichzeitig wurde sie auf ihren heutigen Namen umbenannt und ist seit Sommer 2014 im Verlauf des Ukrainekrieges durch Separatisten der Volksrepublik Donezk besetzt.